# 推理小說十誡
推理小说十誡（Ten Commandments of Detection）或稱推理十誡，是天主教蒙席，資深編輯暨作家隆納德·諾克斯於1928年定下的推理小说原则。十誡內容主要環繞故事脈胳的舖排、角色類型和性格。其中不乏有些錯誤的認知，但在古典推理的黃金期時曾被奉為圭臬。不過隨著推理小說寫作方式與風格的演變，有作者會刻意違背十誡的內容來寫，而目前推理小說作家在寫作時都不會刻意遵守十誡的內容。
十誡內容包括：
1. 兇手須在故事前半段亮相，但要防止讀者完全得知他的思絡。
2. 故事中不可存有超自然力量。
3. 故事中不可存在一间或一条以上的秘室或秘道。
4. 故事中不應出現不存在的毒藥、以及太複雜需要長篇解說的犯案工具。
5. 故事中不可有中國人角色。[a][b]
6. 絕不可透過意外事件和直覺能力來破案。
7. 兇手不能是偵探本人。
8. 偵探不應把焦點集中在無關案情的線索，避免誤導讀者。
9. 偵探身旁的忠心朋友，思維應該對讀者坦白；其智商最好稍稍低於一般讀者。
10. 除非先寫出有雙胞胎，否則兇手不准是雙胞胎。

## 注解
1. ↑  一种广为流传的观点认为，此条指当时欧美人眼中的中国人普遍身怀绝学，故事中使用不可思议的功夫会破坏推理作品的逻辑性。[2]
2. ↑  也有观点指，这一条是对当时流行的对中国人的种族歧视的反映或批判。诺克斯解释道：“我看不出让一个中国人的出现毁坏一个推理小说的任何意义。如果你在书店里翻一本没听说过的书，突然看见书里描写到眼睛又窄又小的中国佬，放下这本书；它肯定很烂。”（"I see no reason in the nature of things why a Chinaman should spoil a detective story. But as a matter of fact, if you are turning over the pages of an unknown romance in a bookstore, and come across some mention of the narrow, slit-like eyes of Chin Loo, avoid that story; it is bad."）[3]